# Wei Lihuang
Wei Lihuang, ou Wei Li-huang (chinois traditionnel: 衛立煌; chinois simplifié: 卫立煌; pinyin: Wèi Lìhuáng), né le 16 février 1897, mort le 17 janvier 1960, était un militaire chinois.

## Biographie
Après avoir rejoint le Kuomintang au début des années 1920, il participe à l'expédition du nord et accède au grade de général au sein de l'Armée nationale révolutionnaire chinoise. Il participe ensuite aux campagnes contre le Parti communiste dans le cadre de la guerre civile chinoise.
Durant la seconde guerre sino-japonaise, il commande la 11e armée chinoise. Il est ensuite envoyé participer, aux côtés des britanniques, à la Campagne de Birmanie, remplaçant Chen Cheng comme chef du corps expéditionnaire chinois.
En mai 1944, de retour en Chine, il mène l'offensive de la Force Y dans le Yunnan contre l'Armée impériale japonaise. Le succès de ses opérations permet de réaliser la jonction avec les troupes Alliées en Birmanie et de rouvrir la Route de Birmanie pour ravitailler la Chine.
En 1947, il est placé à la tête des forces nationalistes chinoises en Mandchourie. Il se distingue en refusant à plusieurs reprises d'exécuter les ordres de Tchang Kaï-chek, et porte une lourde responsabilité dans le désastre qui termine les opérations militaires de Mandchourie à la fin 1948. En 1949, il se réfugie à Hong Kong, mais s'installe ensuite en République populaire de Chine, où il prend sa retraite, ce qui peut accréditer la thèse selon laquelle il aurait été à la solde des communistes durant les opérations de Mandchourie. 
Il est enterré à Pékin dans le cimetière révolutionnaire de Babaoshan.